# Wolica (gmina Łubnice)
Wolica – wieś w Polsce położona w województwie świętokrzyskim, w powiecie staszowskim, w gminie Łubnice.
W latach 1975–1998 miejscowość należała administracyjnie do województwa tarnobrzeskiego.

## Dawne części wsi – obiekty fizjograficzne
W latach 70. XX wieku przyporządkowano i opracowano spis lokalnych części integralnych dla Wolicy zawarty w tabeli 1.

| Nazwa wsi – miasta     | Nazwy części wsi – miasta                            | Nazwy obiektów fizjograficznych – charakter obiektu |
| ---------------------- | ---------------------------------------------------- | --- |
| I. Gromada SICHÓW DUŻY |                                                      | |
| 1. Wolica              | 1. Na Piaskach 2. Nowa Wieś 3. Stara Wieś 4. Załącze | 1. Kalugi — pole 2. Na Piaskach — pole 3. Pasieki — pole, łąka 4. Pod Granicą — pole 5. Poddębianka, -ki — łąka 6. Przeczki — pole 7. Wschodnia — rzeczka 8. Za Rzeką — łąka 9. Zachałupie — pole 10. Załącze — pole |